# Diocesi di Macao
La diocesi di Macao (in latino: Dioecesis Macaonensis) è una sede della Chiesa cattolica in Cina immediatamente soggetta alla Santa Sede. Nel 2021 contava 31.674 battezzati su 679.600 abitanti. È retta dal vescovo Stephen Lee Bun Sang.

## Territorio
La diocesi comprende la città di Macao, dove si trovano la cattedrale della Natività di Maria e l'ex cattedrale di San Lazzaro.
Il territorio è suddiviso in 9 parrocchie.

## Storia
Il primo vescovo a visitare Macao fu il gesuita Melchior Miguel Carneiro Leitão, arcivescovo titolare di Nicea e coadiutore del patriarcato latino di Etiopia, che vi giunse nel giugno del 1568 su istruzioni che papa Pio V aveva dato con il breve Ex Litteris carissimis. Ebbe l'incarico di amministratore apostolico nella regione fino all'arrivo di Leonardo de Sá nel 1581.
La diocesi fu eretta il 23 gennaio 1576 con la bolla Super specula di papa Gregorio XIII, ricavandone il territorio dalla diocesi di Malacca (oggi arcidiocesi di Singapore). Inizialmente era suffraganea dell'arcidiocesi di Goa (oggi arcidiocesi di Goa e Damão) e si estendeva su un territorio molto vasto, che comprendeva la Cina, il Giappone e il Tonchino.
Il 19 febbraio 1588 cedette una porzione del suo territorio a vantaggio dell'erezione della diocesi di Funay, che estendeva la sua giurisdizione su tutto il Giappone.
Il 9 settembre 1659 cedette un'altra porzione di territorio a vantaggio dell'erezione del vicariato apostolico del Tonchino (oggi arcidiocesi di Hanoi).
Nello stesso anno 1659 cedette un'ulteriore porzione di territorio a vantaggio dell'erezione del vicariato apostolico di Nanchino (oggi arcidiocesi). La cessione fu confermata il 10 aprile 1690, data in cui furono erette le diocesi di Nanchino e di Pechino (oggi arcidiocesi).
L'11 maggio 1848 cedette ancora una porzione di territorio a vantaggio dell'erezione del vicariato apostolico di Guangdong-Guangxi (oggi arcidiocesi di Guangzhou).
Il 4 settembre 1940 cedette ulteriormente una porzione di territorio a vantaggio dell'erezione della diocesi di Dili (oggi arcidiocesi).
Il 1º gennaio 1976 in forza della bolla Ad nominum di papa Paolo VI divenne diocesi immediatamente soggetta alla Santa Sede.
In virtù del concordato fra Santa Sede e Portogallo del 1886, le parrocchie di San Pietro a Malacca e di San Giuseppe a Singapore furono soggette alla giurisdizione dei vescovi di Macao fino al 1981, anno in cui passarono rispettivamente alla diocesi di Malacca-Johore (oggi Melaka-Johor) e all'arcidiocesi di Singapore.
Dopo la cessione della colonia portoghese alla Repubblica popolare cinese nel 1999, grazie al regime di parziale autonomia dalla Cina la comunità cristiana locale non è stata obbligata ad aderire all'Associazione patriottica cattolica cinese, sicché la Santa Sede ha potuto continuare ad avere un legame diretto con la diocesi. Di conseguenza Macao (come anche Hong Kong) non rientra nei termini dell'accordo del 2018 tra la Santa Sede e la Repubblica popolare sulla nomina dei vescovi.

## Cronotassi dei vescovi
Si omettono i periodi di sede vacante non superiori ai 2 anni o non storicamente accertati.
- Diego Nunes de Figueira † (26 gennaio 1576 - 27 ottobre 1578 dimesso) (vescovo eletto)

- Leonardo Fernandes de Sá, O.Cist. † (27 ottobre 1578 - 13 marzo  1599 deceduto)
  - Sede vacante (1599-1604)
- João Pinto da Piedade, O.P. † (30 agosto 1604 - 27 agosto 1626 dimesso)
  - Sede vacante (1626-1690)
  - Diego Correia Valente, S.I. † (27 agosto 1626 - 28 ottobre 1633 deceduto) (amministratore apostolico)
- João de Casal † (10 aprile 1690 - 20 settembre 1735 deceduto)
- Eugénio Trigueiros, O.E.S.A. † (20 settembre 1735 succeduto - 19 dicembre 1740 nominato arcivescovo di Goa)
- Hilário de Santa Rosa, O.F.M.Ref. † (19 dicembre 1740 - 18 agosto 1752 dimesso)
- Bartolomeu Manoel Mendes dos Reis † (29 gennaio 1753 - 8 marzo 1773 nominato vescovo di Mariana)
- Alexandre da Silva Pedrosa Guimarães † (8 marzo 1773 - 7 settembre 1789 dimesso)
- Marcelino José da Silva † (14 dicembre 1789 - 16 settembre 1802 dimesso)
- Manuel Santo Galdino, O.F.M.Disc. † (20 dicembre 1802 - 20 agosto 1804 nominato vescovo coadiutore di Goa)
- Francisco Chachim, O.F.M.Disc. † (20 agosto 1804 - 31 gennaio 1828 deceduto)
  - Sede vacante (1828-1843)
- Nicolaus Rodrigues Pereira de Borja, C.M. † (19 giugno 1843 - 28 marzo 1845 deceduto)
- Jerónimo José de Mata, C.M. † (28 marzo 1845 succeduto - 25 settembre 1862 dimesso)
  - Sede vacante (1862-1866)
- João Pereira Bothelho de Amaral y Pimentel † (8 gennaio 1866 - 22 dicembre 1871 nominato vescovo di Angra)
- Manuel Bernardo de Sousa Enes (Ennes) † (15 giugno 1874 - 9 agosto 1883 nominato vescovo di Braganza e Miranda)
- Antônio Joaquim de Medeiros † (13 novembre 1884 - 7 gennaio 1897 deceduto)
- José Manuel de Carvalho † (19 aprile 1897 - 9 giugno 1902 nominato vescovo di Angra)
- João Paulino de Azevedo e Castro † (9 giugno 1902 - 17 febbraio 1918 deceduto)
  - Sede vacante (1918-1920)
- José da Costa Nunes † (16 dicembre 1920 - 11 dicembre 1940 nominato arcivescovo di Goa e Damão)
- João de Deus Ramalho, S.I. † (24 settembre 1942 - 9 dicembre 1953 dimesso[4])
- Policarpo da Costa Vaz † (29 gennaio 1954 - 9 luglio 1960 nominato vescovo di Guarda)
- Paulo José Tavares † (19 agosto 1961 - 12 giugno 1973 deceduto)
  - Sede vacante (1973-1976)
- Arquimínio Rodrigues da Costa † (20 gennaio 1976 - 6 ottobre 1988 dimesso)
- Domingos Lam Ka Tseung † (6 ottobre 1988 succeduto - 30 giugno 2003 ritirato)
- José Lai Hung-seng (30 giugno 2003 succeduto - 16 gennaio 2016 dimesso)
- Stephen Lee Bun Sang, dal 16 gennaio 2016

## Statistiche
La diocesi nel 2021 su una popolazione di 679.600 persone contava 31.674 battezzati, corrispondenti al 4,7% del totale.
| anno | popolazione | popolazione | popolazione | presbiteri | presbiteri | presbiteri | presbiteri                | diaconi | religiosi | religiosi | parrocchie |
| anno | battezzati  | totale      | %           | numero     | secolari   | regolari   | battezzati per presbitero | diaconi | uomini    | donne     | parrocchie |
| ---- | ----------- | ----------- | ----------- | ---------- | ---------- | ---------- | ------------------------- | ------- | --------- | --------- | ---------- |
| 1950 | 23.000      | 4.800.000   | 0,5         | 76         | 46         | 30         | 302                       |         | 47        | 70        | 28         |
| 1970 | 26.000      | 169.299     | 15,4        | 79         | 44         | 35         | 329                       |         | 53        | 209       | 21         |
| 1978 | 39.010      | 300.636     | 13,0        | 73         | 38         | 35         | 534                       |         | 53        | 201       | 8          |
| 1990 | 21.539      | 456.000     | 4,7         | 72         | 38         | 34         | 299                       |         | 47        | 158       | 8          |
| 1999 | 28.015      | 430.500     | 6,5         | 83         | 41         | 42         | 337                       |         | 49        | 179       | 11         |
| 2000 | 29.139      | 438.000     | 6,7         | 87         | 42         | 45         | 334                       |         | 56        | 176       | 6          |
| 2001 | 29.850      | 438.000     | 6,8         | 72         | 27         | 45         | 414                       |         | 62        | 176       | 8          |
| 2002 | 19.903      | 435.000     | 4,6         | 70         | 27         | 43         | 284                       |         | 61        | 183       | 8          |
| 2003 | 18.122      | 441.600     | 4,1         | 76         | 24         | 52         | 238                       |         | 64        | 171       | 8          |
| 2004 | 18.122      | 446.000     | 4,1         | 76         | 24         | 52         | 238                       |         | 62        | 183       | 8          |
| 2013 | 29.611      | 582.000     | 5,1         | 88         | 23         | 65         | 336                       |         | 124       | 188       | 9          |
| 2016 | 30.314      | 646.800     | 4,7         | 69         | 19         | 50         | 439                       |         | 98        | 195       | 9          |
| 2019 | 31.336      | 653.100     | 4,8         | 94         | 20         | 74         | 333                       |         | 112       | 184       | 9          |
| 2021 | 31.674      | 679.600     | 4,7         | 79         | 19         | 60         | 400                       |         | 114       | 154       | 9          |